# きんきんケロンパ歌謡曲
『きんきんケロンパ歌謡曲』（きんきんケロンパかようきょく）は、1972年10月2日から1974年6月24日まで東京12チャンネル（現・テレビ東京）で放送されていた音楽番組である。東京12チャンネル局内テレビスタジオのサブ（副調整室）からの生放送。

## 概要
キンキンこと愛川欽也によるテレビ版DJ番組の第1弾で、はがきや電話での歌謡曲リクエストを受け付けていた。生放送の持ち味を生かしていたことから、全国ネットではないがにわかに注目を浴びるようになった。この番組で愛川と司会を務めていたうつみ宮土理は、後にTBSの『シャボン玉こんにちは』でも共演した。
番組の終了後、替わって愛川と落合恵子司会の後継番組『きんレモ歌謡曲まいったタヌキの大放送』がスタートした。

## 放送時間
いずれも日本標準時。
- 月曜 19:00 - 19:26 （1972年10月2日 - 1973年3月26日）
- 月曜 19:00 - 19:56 （1973年4月2日 - 1974年6月24日） - 30分拡大。

## 放送局
- 東京12チャンネル（制作局）
- 北海道テレビ（途中打ち切り）：土曜 17:20 - 17:45（1972年10月7日 - 1973年3月31日）[1]

## 備考
- 毎週当時の人気アイドル・天地真理が出演という触れ込みの下、真理ちゃん人形が登場していた。
- 曲間に行われていた人形劇のコーナーには愛川とうつみの人形が登場し、毎回ディープキスをしていた。
- プレゼントクイズのコーナーでは、愛川が息の大半を鼻から抜かした発声で、しかも一音一音大きな声でヒントを言っていた。